# Nati nel 1676
| Questa pagina contiene informazioni ricavate automaticamente dalle voci biografiche con l'ausilio del template Bio e di un bot. L'aggiornamento è periodico e automatico e ricostruisce completamente la pagina. Se manca una persona in questa lista, sei pregato di non aggiungerla, ma accertati piuttosto che la sua voce biografica contenga il template Bio e che i dati anagrafici siano correttamente compilati. Se il template Bio manca, inseriscilo tu stesso o, in alternativa, metti l'avviso {{tmp\|Bio}} che ne segnala la mancanza. Se i dati riportati sono sbagliati, correggi direttamente la voce biografica; le modifiche saranno visibili in questa lista entro pochi giorni. Per chiarimenti vedi il progetto biografie. La lista contiene solo le 94 persone che sono citate nell'enciclopedia e per le quali è stato implementato correttamente il template Bio. Pagina aggiornata al 18 lug 2025. |

## Gennaio(4)
- 2 gennaio - Paolo Pannelli, pittore italiano († 1759)
- 3 gennaio - Johannes Steuchius, arcivescovo luterano svedese († 1742)
- 18 gennaio - John Annesley, IV conte di Anglesey, nobile irlandese († 1710)
- 19 gennaio - Jakob Gruber, politico svizzero († 1750)

## Febbraio(5)
- 2 febbraio - Francesco Maria Raineri, pittore italiano († 1758)
- 2 febbraio - Giovanni Maria Salvioni, tipografo italiano († 1755)
- 4 febbraio - Giacomo Facco, compositore, violoncellista e violinista italiano († 1753)
- 7 febbraio - Mechitar di Sebaste, monaco cristiano armeno († 1749)
- 20 febbraio - Jean Balon, danzatore francese († 1710)

## Marzo(5)
- 4 marzo - Teresa Cunegonda Sobieska di Polonia, principessa polacca († 1730)
- 13 marzo - Gian Domenico Bertoli, archeologo e saggista italiano († 1763)
- 21 marzo - Girolamo Antonio Altieri, III principe di Oriolo, principe italiano († 1762)
- 26 marzo - Pietro Cappello, politico e diplomatico italiano († 1729)
- 27 marzo - Francesco II Rákóczi, militare, condottiero e patriota ungherese († 1735)

## Aprile(5)
- 1º aprile - Luigi Riccoboni, attore teatrale e scrittore italiano († 1753)
- 4 aprile - Giuseppe Maria Orlandini, compositore italiano († 1760)
- 14 aprile - Ernst Christian Hesse, violista e compositore tedesco († 1762)
- 17 aprile - Federico I di Svezia, re († 1751)
- 24 aprile - Elisabetta Dorotea d'Assia-Darmstadt, nobile († 1721)

## Maggio(7)
- 3 maggio - Michele Pio Fasoli, presbitero italiano († 1716)
- 7 maggio - Pietro Giannone, saggista, giurista e storico italiano († 1748)
- 20 maggio - Serafino Cenci, cardinale e arcivescovo cattolico italiano († 1740)
- 23 maggio - Johann Bernhard Bach, compositore e organista tedesco († 1749)
- 27 maggio - Maria Clara Eimmart, disegnatrice e astronoma tedesca († 1707)
- 28 maggio - Sigismund von Kollonitz, cardinale e arcivescovo cattolico austriaco († 1751)
- 28 maggio - Jacopo Riccati, matematico italiano († 1754)

## Giugno(5)
- 2 giugno - Francesco Maria Loyero, vescovo cattolico e letterato italiano († 1736)
- 5 giugno - Marco Ricci, pittore italiano († 1730)
- 19 giugno - Ottavio Gasparini, vescovo cattolico e diplomatico italiano († 1749)
- 21 giugno - Anthony Collins, filosofo inglese († 1729)
- 21 giugno - Giuseppe Fontana, architetto italiano

## Luglio(9)
- 2 luglio - Benedetto Fortini, pittore italiano († 1732)
- 3 luglio - Leopoldo I di Anhalt-Dessau, principe tedesco († 1747)
- 8 luglio - Philip Sidney, V conte di Leicester, nobile inglese († 1705)
- 11 luglio - Pietro Agostino Scorza, arcivescovo cattolico italiano
- 17 luglio - César Chesneau Dumarsais, filosofo e grammatico francese († 1756)
- 17 luglio - Hadrian Reland, filologo e cartografo olandese († 1718)
- 22 luglio - Giovanni Andrea Tria, filosofo, teologo e arcivescovo cattolico italiano († 1761)
- 28 luglio - Federico II di Sassonia-Gotha-Altenburg, duca tedesco († 1732)
- 31 luglio - Boris Ivanovič Kurakin, nobile e ambasciatore russo († 1727)

## Agosto(4)
- 10 agosto - Charles Dieupart, clavicembalista, violinista e musicista francese († 1751)
- 12 agosto - Dorotea Federica di Brandeburgo-Ansbach, contessa († 1731)
- 26 agosto - Robert Walpole, politico e nobile britannico († 1745)
- 28 agosto - Isabella Stuart, nobile inglese († 1681)

## Settembre(8)
- 12 settembre - Costantino Balbi, doge († 1741)
- 13 settembre - Elisabetta Carlotta di Borbone-Orléans, principessa francese († 1744)
- 15 settembre - Stanisław Poniatowski, nobile polacco († 1762)
- 17 settembre - Louis Juchereau de Saint-Denis, esploratore francese († 1744)
- 18 settembre - John Manners, II duca di Rutland, nobile inglese († 1721)
- 18 settembre - Eberardo Ludovico di Württemberg, duca († 1733)
- 19 settembre - Damian Hugo von Schönborn-Buchheim, cardinale e vescovo cattolico tedesco († 1743)
- 29 settembre - Sébastien Leclerc II, pittore e disegnatore francese († 1763)

## Ottobre(5)
- 1º ottobre - Pietro Maria Pieri, cardinale italiano († 1743)
- 7 ottobre - Francesco Antonio Correr, patriarca cattolico italiano († 1741)
- 8 ottobre - Benito Jerónimo Feijoo, saggista e religioso spagnolo († 1764)
- 28 ottobre - Giovanni Battista Barni, cardinale e arcivescovo cattolico italiano († 1754)
- 30 ottobre - Teofilo da Corte, teologo italiano († 1740)

## Novembre(4)
- 8 novembre - Luisa Benedetta di Borbone-Condé, principessa francese († 1753)
- 9 novembre - Eustachio Palma, vescovo cattolico italiano († 1754)
- 12 novembre - Antonio Pollarolo, musicista e compositore italiano († 1746)
- 27 novembre - Federico Antonio Ulrico di Waldeck e Pyrmont, conte († 1728)

## Dicembre(6)
- 12 dicembre - Alexander Spotswood, politico, militare e esploratore britannico († 1740)
- 18 dicembre - Elizabeth Felton, nobildonna inglese († 1741)
- 19 dicembre - Louis-Nicolas Clérambault, organista e compositore francese († 1749)
- 20 dicembre - Leonardo da Porto Maurizio, presbitero, religioso e santo italiano († 1751)
- 26 dicembre - Marc-Antoine de Dampierre, compositore, musicista e nobile francese († 1756)
- 30 dicembre - John Philips, poeta inglese († 1709)

## Senza giorno specificato(27)
- Francesco Faraone Aquila, incisore italiano († 1740)
- Varvara Michajlovna Arsen'eva, nobildonna russa († 1730)
- Ignazio Bertola, architetto e ingegnere italiano († 1755)
- Francesco Biggi, scultore italiano († 1736)
- Giuseppe Camerata, pittore italiano († 1762)
- Colen Campbell, architetto e scultore scozzese († 1729)
- Giovanni Bartolomeo Casaregi, poeta e critico letterario italiano († 1755)
- Pierre-Jacques Cazes, pittore, disegnatore e illustratore francese († 1754)
- Chinchō Motonobu, pittore giapponese († 1754)
- John Clipperton, corsaro statunitense († 1722)
- Jean Dassier, medaglista svizzero († 1763)
- Antonio Di Gennaro, matematico italiano († 1751)
- Niccolò Gabburri, storico dell'arte italiano († 1742)
- Giovanni Antonio Giustiniani, doge († 1735)
- Orazio Grevenbroeck, pittore italiano († 1739)
- Ferrante Maddalena, politico e letterato italiano († 1752)
- Filippo Giulio Francesco Mancini, nobile francese († 1768)
- Giovanni Giacomo Marinoni, astronomo e matematico italiano († 1755)
- Giuseppe Mastroleo, pittore italiano († 1744)
- William Maxwell, V conte di Nithsdale, nobile britannico († 1744)
- Pietro Patroni, ottico italiano († 1744)
- Ignaz Preissler, pittore tedesco († 1741)
- Alexander Selkirk, corsaro britannico († 1723)
- Giovanni Antonio Sevalle, ingegnere e architetto italiano († 1743)
- Pierre Talon, esploratore francese
- Théobald Michau, pittore e disegnatore fiammingo († 1765)
- Girolamo Ticciati, scultore e architetto italiano († 1744)